# Andevotus
Andevotus ou Andevoto et le nom d'un chef militaire d'Hispanie de la première moitié du Ve siècle qui lutta contre les Suèves.
Son identité est incertaine. Pour certains c'est un général romain, pour d'autres un chef vandale qui n'avait pas suivi son peuple qui, sous la conduite du roi Genséric, avait gagné l'Afrique en 429. Dans ce dernier cas, Andevotus serait la latinisation de l'anthroponyme germanique Anduit, qu'on pouvait trouver parmi les Vandales et les Ostrogoths.

Dans son Histoire des Suèves (Historia Suevorum) Isidore de Séville le qualifie de « dux Romanae Militiae ». Selon Edward Arthur Thompson, Andevotus est un « comes Hispaniarum » envoyé en Hispanie par Ravenne, en même temps que le comte Censorius, pour mettre un terme aux attaques des Suèves en Bétique.

En 438, il est battu sur les bords de la rivière Genil par le roi suève Rechila qui s'empare de son trésor et de la Bétique.

## Sources primaires
- Hydace de Chaves, Chronica, XIV
- Isidore de Séville, Historia Gothorum 85